# Епископ вршачки Теодор
Теодор Несторовић је био вршачки епископ који се 1594. године нашао на челу устаника у Банатском устанку. Побуњени народ је носио на челу црквене барјаке са иконом српског светитеља Светог Саве. Темишварски паша ухватио је у Вршцу владику Теодора и живог га одрао на најсвирепији могући начин на мех. Исте године су спаљене мошти Светог Саве на Врачару.
Канонизован је 26. маја 1994. године, исте године се обележавало 400 година од његовог страдања и спаљивања моштију Светог Саве на Врачару. Српска православна црква слави га 16. маја по старом, а 29. маја по новом календару.
Град Вршац слави га као крсну славу.